# Kamil Běhounek
Kamil Běhounek  (* 29. März 1916 in Blatná; † 9. Dezember 1983 in Bonn) war ein deutscher Jazz- und Unterhaltungsmusiker (Akkordeon, Tenorsaxophon) tschechoslowakischer Herkunft, der auch als Filmkomponist und Arrangeur hervorgetreten ist.

## Leben und Wirken
Běhounek wurde als Akkordeonvirtuose ausgebildet; durch ein Konzert von Jack Hylton kam er zum Jazz. Er spielte zunächst in einer Amateurband des Grammoclubs in Prag und nahm 1936 seine erste Schallplatte auf. Er wirkte dann im Orchester von Harry Harden, bevor er Mitglied im Ensemble von Rudolf Antonin Dvorský wurde, wo er auch komponierte und arrangierte. Mit Jiří Traxler schrieb er die Musik zu dem Spielfilm Eva macht Dummheiten (1939). 1940 wechselte er zu Karel Vlach, der bereits zuvor sein Stück Ráda zpívám hot aufgenommen hatte. 1943 wurde Běhounek von den deutschen Besatzern zwangsverpflichtet; er musste nach Berlin, wo er für Lutz Templin und für Ernst van’t Hoff arrangierte. Auch nach seiner Rückkehr nach Prag arbeitete er weiter für den Berliner Rundfunk. 1944 konnte er mit seinem Quintett erste Schallplatten für Ultraphon einspielen. 1948 zog er nach Westdeutschland, wo er in den amerikanischen Soldatenclubs tätig war. Zunehmend arbeitete er als Arrangeur für Adalbert Luczkowski, Willy Berking, Heinz Schönberger und Werner Müller. Zwischen 1968 und 1977 nahm er mehrere Alben mit volkstümlicher Musik auf, spielte aber mit eigenen Gruppen weiterhin Swingmusik.

## Diskographische Hinweise
- Memorial (Black Jack)

auf Anthologien und Alben anderer Musiker
- Český jazz 1920-1960 (Supraphon 1965).
- Sjezd swingařů (Supraphon 1968).
- R. A. Dvorský (Supraphon 1969).
- Doktor Swing redivivus (Supraphon 1974).
- My tři – sestry Allanovy (Supraphon 1985).
- Pozdravy orchestru Karla Vlacha (Supraphon 1986).
- Doktor Swing – Arnošt Kavka (Supraphon 1987).
- Dívka v rytmu zrozená – Inka Zemánková (Supraphon 1988)
- Má láska je jazz (Radioservis 2003)

## Lexikalische Einträge
- Jürgen Wölfer: Jazz in Deutschland. Das Lexikon. Alle Musiker und Plattenfirmen von 1920 bis heute. Hannibal, Höfen 2008, ISBN 978-3-85445-274-4.